# Перикима
Перикимите са микроскопични килийки около дълги призми на зъбния емайл. Те показват местата, където емайл-отвеждащи клетки се използва за контакт с придружаващи клетки и са резултат от апозиция на нормалния емайл.
Съгласно перикимите са нециментови срастващи линии, като се показва на повърхността на емайла като поредица от бразди. Всяка перикима се мисли за приблизително 8-10 дни за развитие, така броят на перикимите може да бъде използван да оценява каква дължина е необходима за оформяне на емайла. Те могат да изчезват, така зъбният емайл носи от период на времето.
Те се мислят за показване на края на стриите на Реций от повърхността на емайла. Те могат да се намират на всички зъби, но се намират обикновено най-лесно на кучешките зъби.